# Ашот Мсакер
Ашот Мсакер (арм. Աշոտ Մսակեր; дата рожд. неизв. — 826 год) — князь Армении с 804 года по 826 год. Начиная с Ашота Мсакера Багратиды стали главной политической силой в Армении.

## Биография
Изначально правитель области Спер, вёл успешные партизанские войны против арабов. Отнял большую часть Тайка и Тарона у династии Мамиконянов. 
В Тайке построил крепость Калмах. В 780-е годы купил у Камсараканов области Ширак и Аршаруник исторической провинции Айрарат, после чего перенёс свою резиденцию из Даруйнка в Багаран. 
Согласно Рене Груссе, Ашот Мсакер сыграл роль в арменизации приграничных территорий, устанавливая поселения колонистов из Алиовита и Аршаруника в этнически спорной провинции Таик или Тао, которая постоянно находилась под влиянием иберийцев и византийцев. 
Экономическому усилению Ашота поспособствовало также открытие серебряных рудников в Спере. В 804 году Халифат официально одарил Ашота титулом князя Армении. 
De facto, а возможно даже de jure, Ашот был князем Армении ещё до конца VIII века. 
Предположительно был прозван «мсакер» (мясоед) из-за несоблюдения поста. 

## Семья
Дядя Ашота Мсакера, Васак, стал основателем династии Багратионов Грузии.